# Кемпинский, Антон
Антон Кемпинский (пол. Antoni Kępiński, также пишут Антоний Кемпинский, 16 ноября 1918, Долина — 9 июня 1972, Краков) — польский психиатр, психолог, философ. Первым начал внедрять в Польше новый гуманистический подход в психиатрии и психотерапии. А. Кемпинский был одним из первых исследователей, которого заинтересовали психологические проблемы бывших узников нацистских лагерей смерти.

## Биография
Окончив школу в 1936 г., он поступил на медицинский факультет Ягеллонского университета. Обучение было прервано началом Второй мировой войны. Вместе со многими другими студентами он поступил добровольцем в польскую армию, чтобы принять участие в обороне своей родины от немецких захватчиков. Затем он был интернирован в Венгрию, куда часть польской армии попала после полного захвата немцами Польши.
В 1940 г. ему удалось бежать из плена. Он оказался во Франции, а затем — в Испании, где его схватили франкисты и поместили в концлагерь города Миранда-де-Эбро. После освобождения он оказался в Великобритании, некоторое время прослужил в польской авиационной дивизии, а в 1944—1945 годах продолжил обучение по медицинской специальности в Эдинбургском университете, который окончил в 1946 году. Вскоре он вернулся в Польшу и занялся психиатрией в Психиатрической клинике Медицинского колледжа Ягеллонского университета.
Как бывший узник концлагеря, он принял участие в программе реабилитации выживших узников концлагеря Освенцим.
Умер 9 июня 1972 года и был похоронен в Кракове на Сальваторском кладбище.

## Научная деятельность
Кемпинский написал около 140 статей и несколько книг.
Благодаря своему участию в 1950-х годах в программе реабилитации бывших узников концлагерей, один из первых изучал посттравматическое стрессовое расстройство. 
Кемпинский получил известность[где?] своими работами по теории энергетическо-информационного метаболизма. Ряд положений концепции информационного метаболизма были использованы в психиатрической аксиологии. Несмотря на то, что работы Кемпинского были научными, они вызвали большой интерес у польских философов, в первую очередь у Юзефа Тишнера, который ценил его антропологические идеи.
Информационный метаболизм — это психологическая теория взаимодействия биологических организмов с окружающей их средой, основанная на обработке информации. Наиболее подробное описание концепции информационного метаболизма дал Кемпинский в своей книге «Меланхолия» (1974). Ещё при жизни Кемпинский упоминал, что его модель информационного метаболизма неполна. Работа была прервана его болезнью и смертью.
Аутизм Кемпинский рассматривал как фактор, приводящий к прекращению обмена информации с внешним миром у страдающего шизофренией, и, соответственно, прекращению информационного метаболизма. При аутизме происходит прекращение информационного обмена с миром, что в итоге приводит к заточению в мире личных переживаний, «психологической бесплодности» и «шизофренической пустоте».
Кемпинский поддерживал хорошие отношения с феноменологом Романом Ингарденом — учеником Эдмунда Гуссерля. Влияние феноменологии проявляется в его подходе к человеческой психологии. Его можно считать вторым аналитическим для него инструментом после научного подхода. 

## Основные труды
- Psychopatologia nerwic (Психопатология неврозов).
- Lęk (Страх)
- Rytm życia (Ритм жизни)
- Psychopatie (Психопатии)
- Podstawowe zagadnienia współczesnej psychiatrii (Основы современной психиатрии)
- Poznanie chorego (Знакомство с больным)
- Psychopatologia życia codziennego (Психопатология ежедневной жизни)
- Z psychopatologii życia seksualnego (Из психопатологии сексуальной жизни)
- Schizofrenia (Шизофрения)
- Melancholia (Меланхолия)

### Публикации на русском языке
- Психопатология неврозов. — Варшава, 1975. — 400 с.
- Психология шизофрении. — М.: Ювента, 1998.
- Меланхолия. — М.: Издательство «Наука», 2002.